# Гряда (Житковичский район)
Гряда (бел. Града) — деревня в Люденевичском сельсовете Житковичского района Гомельской области Белоруссии.
На западе биологический заказник республиканского значения «Низовье Случи».

## География

### Расположение
В 25 км на юго-запад от Житковичей, 9 км от железнодорожной станции Дедовка (на линии Лунинец — Калинковичи), 263 км от Гомеля.

## Транспортная сеть
Транспортные связи по просёлочной, затем автомобильной дороге Лунинец — Калинковичи. Планировка состоит из дугообразной улицы, близкой к меридиональной ориентации, к которой с востока присоединяется прямолинейная широтная улица. Застройка деревянная, неплотная, усадебного типа.

## История
Основана в 1909 г., выселок Гряда в Ленинской волости Мозырского уезда Минской губернии 1 двор, 4 жителя (семья Ференца Степана Степановича). В 1917 году в Житковичской волости.
В 1931 году организован колхоз «Красная Гряда». В 1938 г. в деревню переселены жители близлежащих хуторов. Во время Великой Отечественной войны 14 мая 1944 года немецкие оккупанты сожгли деревню. Освобождена 6 июля 1944 года. На фронтах и в партизанской борьбе погибли 30 жителей. В память о погибших в 1975 году в центре деревни установлены обелиск и 3 плиты с именами павших. Согласно переписи 1959 года центр колхоза «XX партсъезд». Размещены  Дом культуры, библиотека,  отделение связи, магазин.
До 31 октября 2006 года в составе Брониславского сельсовета.

## Население

### Численность
- 2004 год — 119 хозяйств, 317 жителей.

### Динамика
- 1917 год — 301 житель.
- 1921 год — 68 дворов, 335 жителей.
- 1925 год — 85 дворов.
- 1940 год — 329 жителей.
- 1959 год — 418 жителей (согласно переписи).
- 2004 год — 119 хозяйств, 317 жителей.